# 윤혁 (바둑 기사)
윤혁(尹赫, 1984년 4월 22일 ~ )은 대한민국의 바둑 기사이다.

## 약력
1995년 제16회 해태배 전국어린이 바둑대회에서 최철한을 누르고 우승했다. 1998년 세계청소년대회 시니어부에서 준우승하여 같은 해 8월 이용수와 함께 제81회 입단대회를 통해 입단했다. 1999년 제10기 비씨카드배 신인왕전 본선 8강에 진출했고 2000년 제19기 KBS 바둑왕전과 2001년 SK 가스배 신예프로 10걸전 6위를 차지했다. 2007년 SK 가스배 10위를 기록했고, 2009년 6단을 거쳐 2012년 3월에 7단으로 승단하였다. 2010년 제2회 비씨카드배 64강 본선에 진출했다. 현재 한국바둑방송 해설위원으로 활약중이다. 2017년 4월에 8단으로 승단했다.